# It’s a Man’s World (album Cher)
It’s a Man’s World – dwudziesty pierwszy album studyjny amerykańskiej piosenkarki Cher wydany 6 listopada 1995 roku.

## Informacje o albumie
Cher podpisała kontrakt z Warner Music UK w 1994 roku i nagrała "It’s a Man’s World" w Londynie w 1995 roku. W tym samym roku album został wydany w całej Europie z "Walking in Memphis" jako singlem. W tym samym roku uzyskał certyfikat brytyjskiego przemysłu fonograficznego na złoto w Wielkiej Brytanii.
Oryginalny album zawierał czternaście utworów, ale kiedy został wydany w Stanach Zjednoczonych w 1996 roku, setlista zawierała tylko jedenaście piosenek. Trzy utwory "I Will not Treat a Dog", "Do not Come Around Tonite" i "Shape of Things to Come" zostały usunięte z amerykańskiej wersji. Amerykańskie wydanie zostało również ocenione przez krytyków jako "fenomen R&B / pop z lat 90." ze względu na usunięcie tych trzech rockowych piosenek, a także dzięki pięciu utworom zremiksowanym, by przywołać współczesny klimat R & B. Nowe wersje tych piosenek: "Niezbyt dużo miłości na świecie", "Paradise Is Here", "Angels Running", "What About the Moonlight" i "One by One" zostały oznaczone jako wersje albumów w Stanach Zjednoczonych. Ich nowe brzmienie miało wpływ na R&B,blues.

## Lista utworów

### Wersja europejska
1. "Walking in Memphis" - 4:00
2. "Not Enough Love in the World - 4:25
3. "One by One" - 5:06
4. "I Wouldn't Treat a Dog (The Way You Treated Me" - 3:38
5. "Angels Running" - 4:42
6. "Paradise Is Here" - 5:06
7. "I'm Blowin' Away" - 4:05
8. "Don't Come Around Tonite" - 4:38
9. "What About the Moonlight" - 4:20
10. "The Same Mistake" - 4:30
11. "The Gunman" - 5:14
12. "The Sun Ain’t Gonna Shine Anymore" - 5:16
13. "Shape of Things to Come" - 4:08
14. "It's a Man's Man's Man's World" - 4:40

### wersja amerykańska
1. "One by One" (remix Sama Warda) – 4:12
2. "Not Enough Love in the World" (remix Sama Warda) – 4:25
3. "Angels Running" (remix Sama Warda) – 4:35
4. "What About the Moonlight" (remix Sama Warda) – 4:18
5. "Paradise Is Here" (remix Sama Warda) – 4:40
6. "The Same Mistake" - 4:30
7. "I'm Blowin' Away" - 4:05
8. "Walking in Memphis" - 4:00
9. "The Sun Ain’t Gonna Shine Anymore" - 5:16
10. "The Gunman" (radio edit) – 5:08
11. "It's a Man's Man's Man's World" - 4:40

## Autorzy
- Cher - główny wokal
- Anne Dudley – String Arrangements

wersje oryginalne
- Utwory 1, 5, 8, 9 wyprodukował Christopher Neil
- Utwory 2, 3, 6, 7, 14 wyprodukował Stephen Lipson
- Utwory 4, 10, wyprodukował Greg Penny
- Utwory 11, 12, 13, wyprodukował Trevor Horn

amerykańskie remixy
- Utwory 1, 2, 4, 5, zrobił Sam Ward
- Utwór 3 zrobił Daniel Abraham
- "The Gunman" zrobił Trevor Horn

## Notowania
| Lista (1995–96)                   | Pozycja na liście |
| --------------------------------- | ----------------- |
| Austria (Ö3 Austria Top 40)       | 8                 |
| Kanada (RPM)                      | 46                |
| Holandia (Mega Album Top 100)     | 91                |
| Europa (Top 100)                  | 35                |
| Niemcy (Offizielle Top 100)       | 74                |
| Włochy (Hit Parade Italia)        | 16                |
| Szkocja (OCC)                     | 18                |
| Szwecja (Sverigetopplistan)       | 18                |
| Wielka Brytania (UK Albums Chart) | 10                |
| Stany Zjednoczone (Billboard 200) | 64                |

| Lista (1996)          | Pozycja na liście |
| --------------------- | ----------------- |
| Włochy (Hit Parade)   | 72                |
| Wielka Brytania (OCC) | 107               |